# Wautier Abts
Pour les articles homonymes, voir Abts.
Wautier Abts ou Gautier Abts (en néerlandais : Wouter Abts), est un peintre né à Lierre, près d'Anvers, peut-être en 1582. Il fut l'élève de Guillaume de Vos. On sait peu de choses sur sa vie. Il fut inscrit à la Guilde de Saint-Luc en 1594 Il fut admis comme maître à la Guilde d'Anvers en 1604-5; et il mourut en 1642-43. Il peint principalement des pièces de genre, mais un paysage hivernal lui a été attribué. Il a enseigné à Adrian de Bie et Léonard Coymans